# 岡平内
岡 平内（おか へいない）は、江戸時代初期の武士。宇喜多家旧臣で大身旗本であった岡越前守の子。大坂の陣では大坂方で参戦し、戦後に父ともども死罪になったという。

## 解説
父の岡越前守は宇喜多家旧臣で、慶長5年（1600年）に浮田左京亮・戸川達安・花房正成らとともに宇喜多家を去ったが、のちに徳川家に召し出されて6000石を与えられた。知行地は備中国川上郡のうち（成羽地域）にあった。
岡平内は明石掃部（明石全登）の親族にあたる。『寛政重修諸家譜』に収録された岡家の呈譜によれば、明石掃部が「外戚」であることが記されている。平内の母が明石掃部の娘、あるいは妻が明石掃部の娘であるという。
岡平内は、慶長12年 （1607年）頃から駿府で徳川家に仕えたとされる。平内は原主水とは親しい関係であったといい、原主水がキリシタン信仰のために徳川家から追放されると、駿府郊外の耕雲寺（静岡市葵区牧ケ谷）にかくまったという。
慶長19年（1614年）9月19日、原主水をかくまった廉で平内は改易となった。一方、父の越前守は赦免された。これについては、越前守が平内を義絶したためという。『寛政譜』には平内が父から勘当された（父の勘気を受けた）とある。
平内は明石掃部を頼ってその麾下となり、大坂の陣では大坂方で戦った。
元和元年（1615年）の大坂落城後、越前守と平内の父子は死罪となった。『寛政譜』によれば岡平内は江戸で切腹させられ、これに連座した越前守も7月6日に京都の妙顕寺において切腹した。『駿府政事録』（別名『駿府記』）の記述によれば、7月29日に越前守は京都妙顕寺で切腹させられ、平内は梟首とされた。

## 備考
- 上野国大戸藩主とされる「岡成之」（越前守を称したという[12]）は、大坂の陣の際に城方と連絡を取ったことが咎められ、息子と共に妙顕寺に幽閉され、次いで切腹させられたという[12]。
- 『柳営婦女伝系』「自証院殿之伝系」所収の岡家系図では、「岡貞綱」（左内、越前守、越後守）の子として岡平内（母は明石掃部の娘）が記され、大坂の陣後に父と共に妙顕寺で切腹したとある[4]。『柳営婦女伝系』に岡平内の言及があるのは、徳川家綱の生母・お振の方（自証院）が蒲生家旧臣・岡家の縁者であったことに関連する。同書の記述からは、蒲生家に仕えた岡重政（半兵衛）・岡定俊（左内、越後守）の両家と、宇喜多家旧臣の岡越前守に関する伝承が錯綜していたことが窺え、これらが折衷されて一枚の系図に収められている（岡越前守#備考参照）。